# Pulo Gajah Mate
Pulo Gajah Mate is een bestuurslaag in het regentschap Pidie van de provincie Atjeh, Indonesië. Pulo Gajah Mate telt 496 inwoners (volkstelling 2010).